# 拉鲊站
拉鲊站位于四川省攀枝花市仁和区大龙潭彝族乡拉鲊村，是成昆铁路上的车站，邮政编码为617024。车站南侧为鱼鲊大桥。
车站目前为四等站，北上距攀枝花站22公里，成都站771公里，南下距广通站176公里，昆明站329公里。该站目前不办理客运业务，但每5日有一对往来攀枝花和花棚子的轨道检测列车停靠，为车站职工办理通勤业务和运送生活物资；货运办理专用线、专用铁路货运业务，为云岭货物快运的作业站之一。

## 概要
拉鲊站建于1970年，长期隶属昆明铁路局广通车务段管辖。1978年攀钢生产需要大量富矿。四川会东、云南禄劝等地富铁矿石经金沙江水运至本站或大湾子上岸后，转由铁路运抵攀钢。
拉鲊站不设有售票处、候车室等设施，所有旅客需上车补票。站内设有通往云南红河物流有限责任公司的专用线。站内驻有拉鲊接触网工区、拉鲊派出所等单位，派出所后搬迁至迤资。
2008年攀枝花地震后车站曾短暂作为当地村民的临时安置点。2013年车站及当地村委会联手对货物进行改造，为车站大客户之一的德胜钢铁集团的外运铁矿石提供堆放场地。
该站曾经办理攀枝花与昆明间普慢列车的旅客乘降，此外K145次列车自2011年起亦在本站为职工办理通勤业务，2020年5月25起停办；
2020年5月12日，昆明局集团广通工电段计划对本站至红江区间的隧道隧道进行“保护性拆除”，包括洞门及铭牌，建筑物标语及壁画等，遭到当地村民阻拦。5月13日攀枝花当地政府介入要求昆明局集团暂缓拆除，并于5月17日将成昆铁路拉鲊至花棚子区间（包括红光、前进、红卫三座隧道）列为仁和区不可移动文物及第三批区级文物保护单位，5月18日施工方撤出。
2020年5月26日车站由昆明局集团广通车务段移交至成都局集团西昌车务段管理。西昌车务段接管车站后计划在车站安装净水装置，以保证职工生活用水和食水的供应卫生。
2021年3月，西昌供电段利用既有拉鲊站站场建成拉鲊技能实训基地。
2023年4月18日电视剧《驻站》在攀枝花开拍，全程在攀枝花周边取景拍摄。拉鲊火车站为剧中东寨站取景地，剧中可以看到拉鲊站信号楼，警务室等场所。

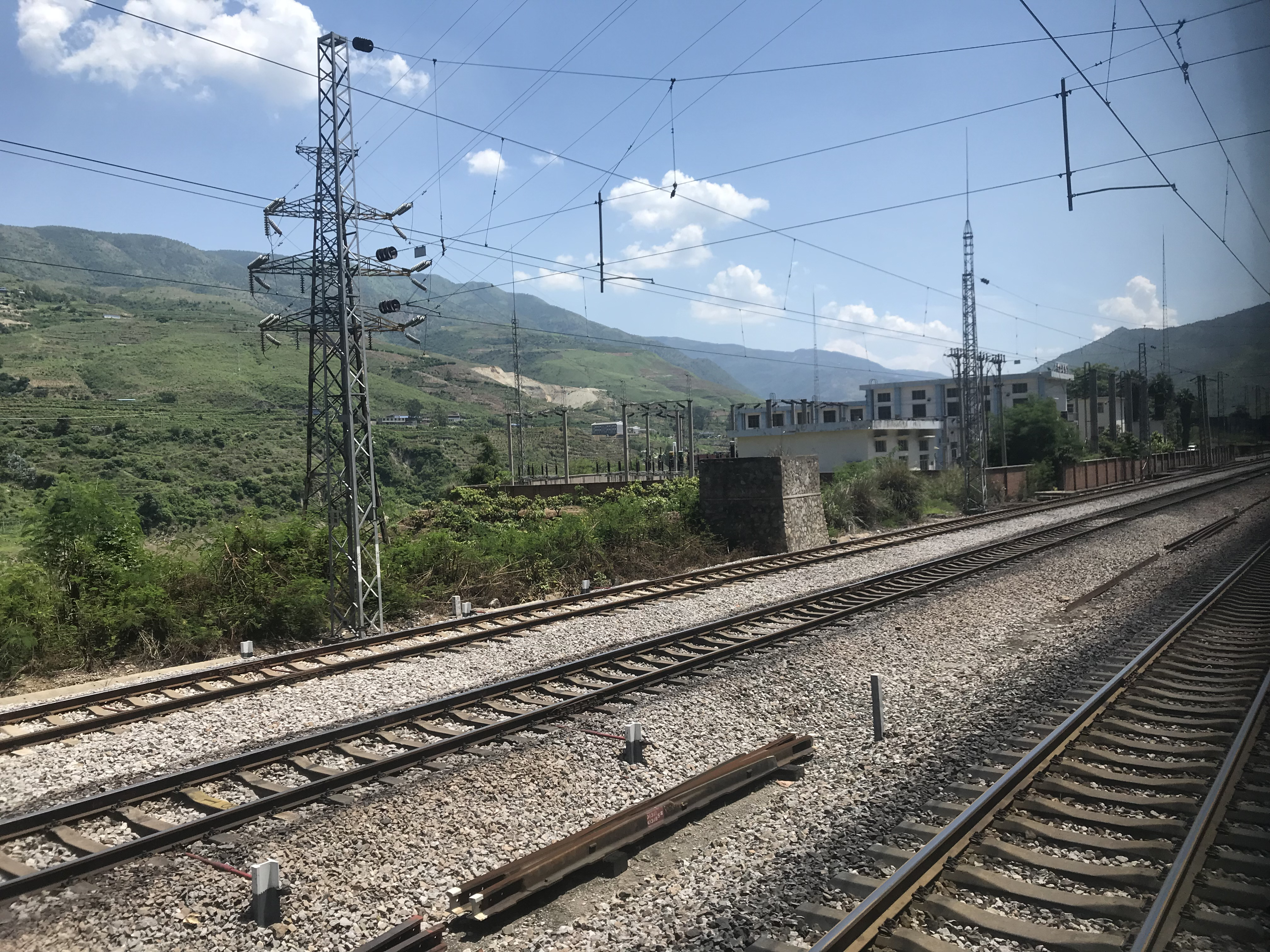
站内股道
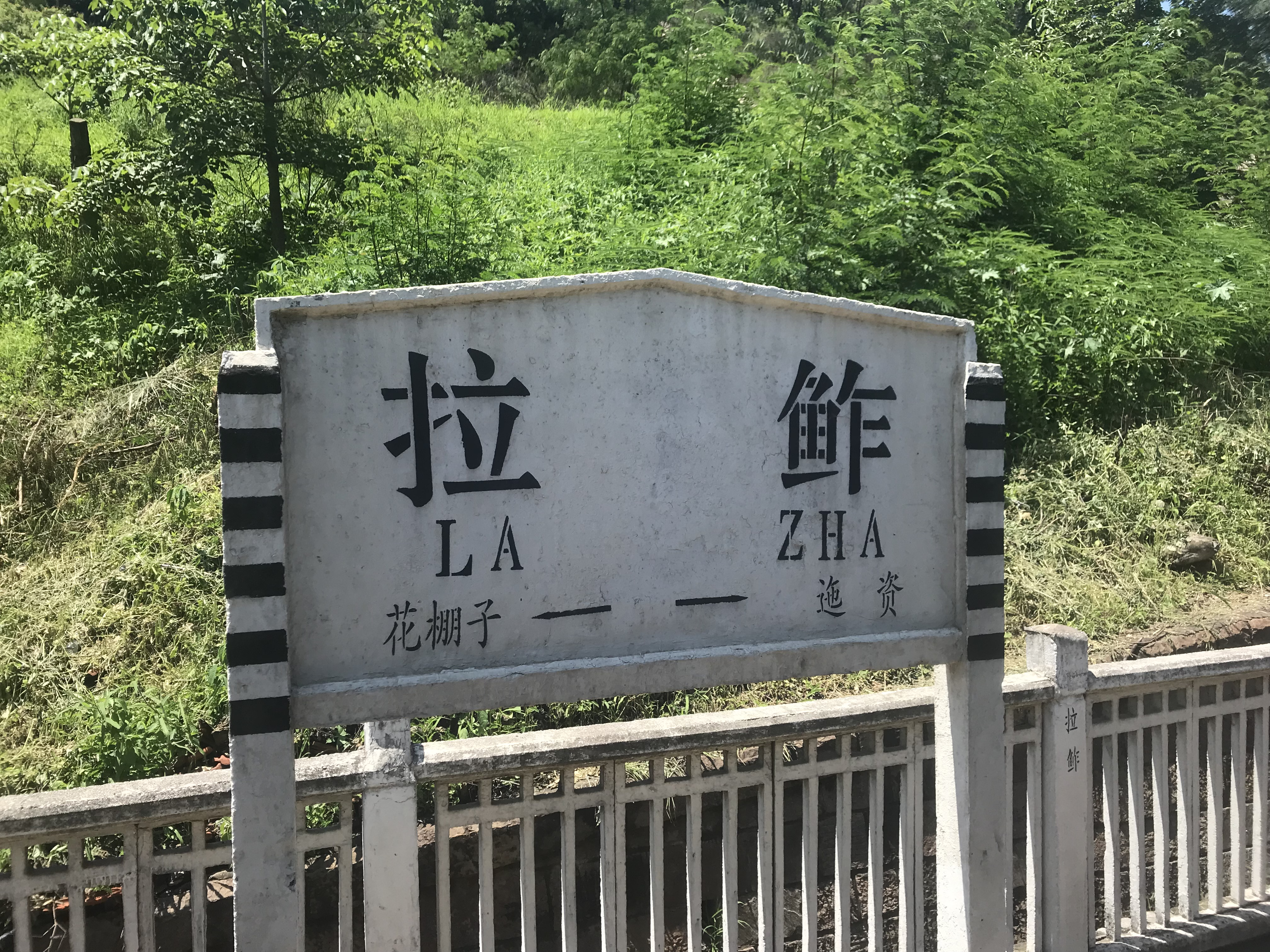
站牌
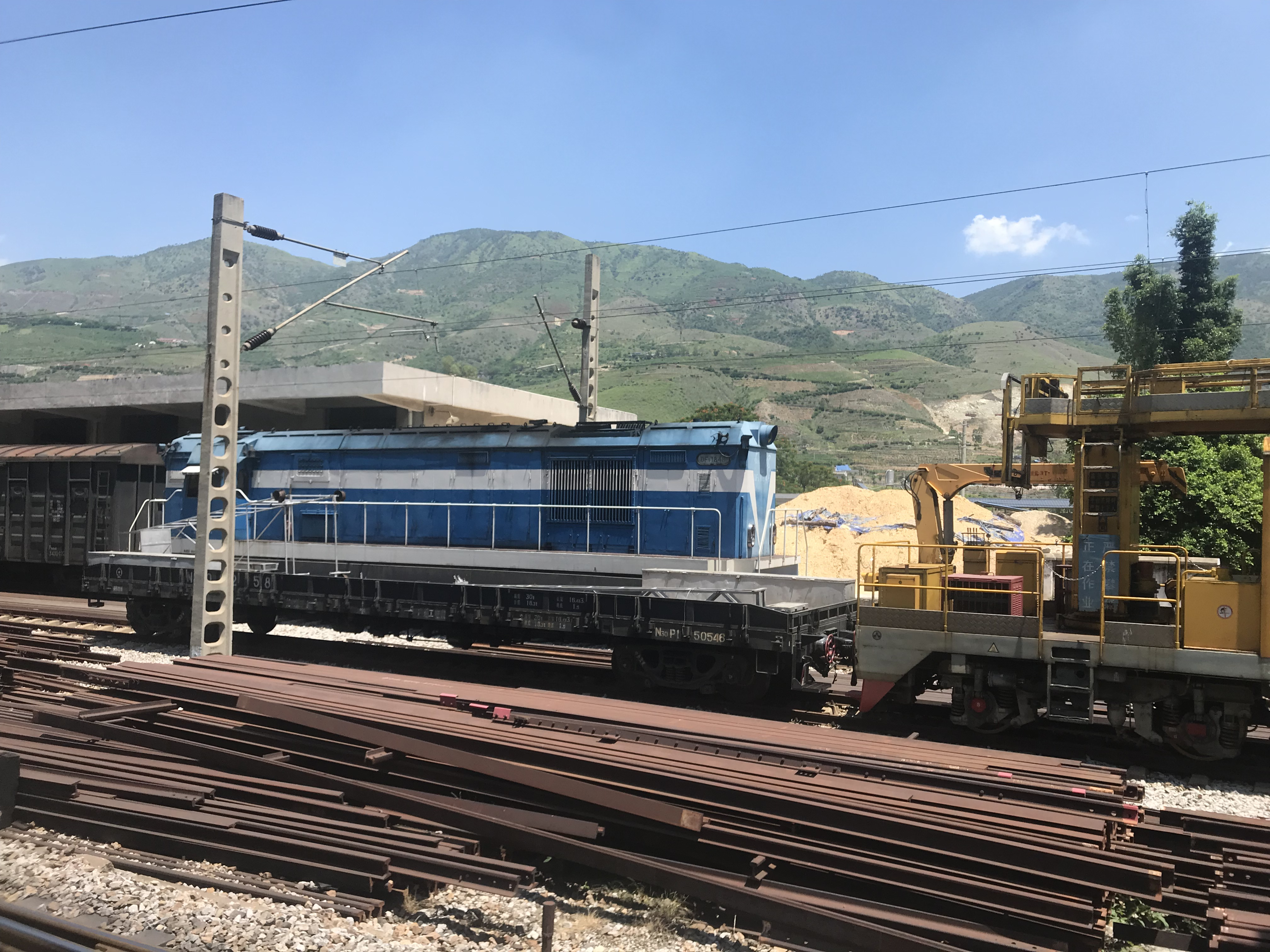
货场内调车的DF5
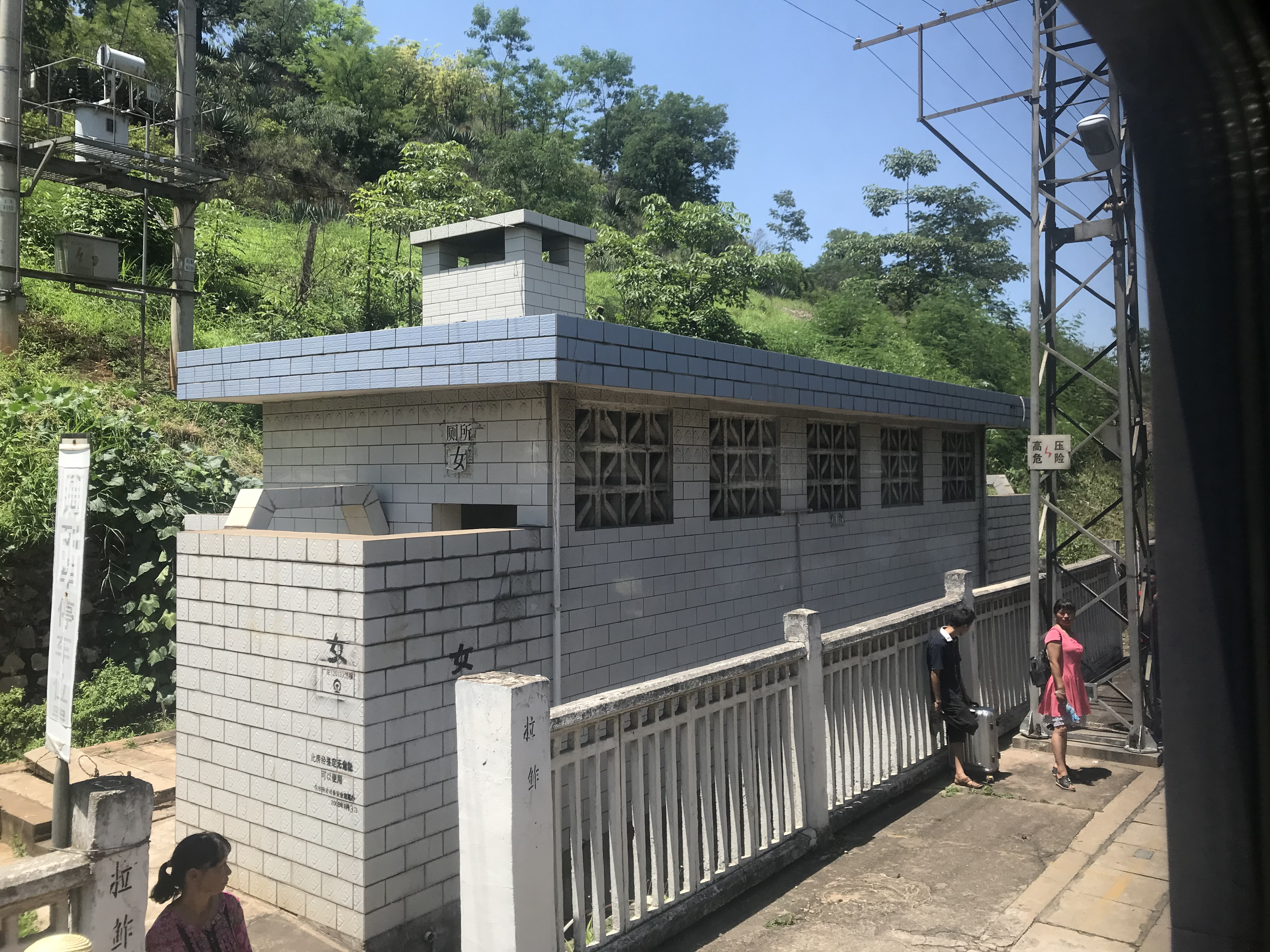
站台上的公共卫生间